# Désir d'amour (film, 1953)
Pour plus de détails, voir Fiche technique et Distribution.
Désir d'amour (titre original : Easy to Love) est un film américain en Technicolor réalisé par Charles Walters, sorti en  1953.
Le film contribua à populariser le ski nautique.

## Synopsis
La nageuse Julie Hallerton travaille au parc d'attractions Cyprus Gardens, en Floride. Elle montre ses talents de nageuse au public et a une photo avec les visiteurs. Elle a le béguin pour son patron, Ray Lloyd, mais il est trop occupé pour le remarquer. Ce n'est que lorsque Julie est courtisée par le chanteur Barry Gordon que Ray prend conscience de ses sentiments pour elle.

## Fiche technique
- Titre : Désir d'amour
- Titre original : Easy to Love
- Réalisation : Charles Walters
- Scénario : William Roberts et László Vadnay d'après une histoire de László Vadnay
- Direction musicale : Lennie Hayton et George Stoll
- Chorégraphie : Busby Berkeley
- Direction artistique : Cedric Gibbons et Jack Martin Smith
- Décorateur de plateau : Richard Pefferle et Edwin B. Willis
- Costumes : Helen Rose
- Photographie : Ray June
- Montage : Gene Ruggiero
- Production : Joe Pasternak
- Société de production et de distribution : Metro-Goldwyn-Mayer (MGM)
- Pays de production :  États-Unis
- Langue d'origine : anglais américain
- Format : couleur (Technicolor) — son : mono (Western Electric Sound System)
- Durée : 96 minutes
- Genre : comédie romantique, film musical
- Dates de sortie : 
  - États-Unis : 25 décembre 1953
  - France : 21 janvier 1955

## Distribution
- Esther Williams : Julie Hallerton
- Van Johnson : Ray Lloyd
- Tony Martin : Barry Gordon
- John Bromfield : Hank
- Edna Skinner : Nancy Parmel
- King Donovan : Ben
- Paul Bryar : M. Barnes
- Carroll Baker : Clarice
- Ed Oliver : le chef d'orchestre
- Cyd Charisse : elle-même
- Richard Simmons : le maître de cérémonie au Citrus Queen Contest (non crédité)